# Jean Le Merdy
Jean Le Merdy, né le 10 octobre 1928 à Concarneau (France), mort dans la même ville le 21 février 2015, est un peintre français.

## Biographie
Jean Le Merdy est un peintre figuratif, parfois aux limites de l'abstrait. Il est le quatrième enfant de Louis Le Merdy, photographe à Concarneau, et de Jeanne Guégan. 
Il s'inscrit en 1946 à l'école des beaux-arts de Rennes. En 1948, il obtient le prix du maire de la ville de Rennes. Le 24 novembre 1949, il est admis définitivement à l'École des beaux-arts de Paris dans l'atelier de Jean Souverbie (1891-1981). Il y rencontre notamment Michel Braidy et Paul Collomb, qui sera second prix de Rome en 1950.
En 1953, il obtient une bourse et va passer un mois en Espagne où il peint la Castille, Avila, Burgos et Ségovie. En 1956, il obtient le second prix de Rome et devient lauréat de la Casa de Velázquez à Madrid où il rejoint le peintre Romain Souverbie, puis réalise sa première exposition à la galerie Saluden à Quimper. Il passe l'été à peindre des paysages à Concarneau et à Brest. Il part ensuite pour Madrid où il fait partie de la 27e promotion artistique de la Casa de Velázquez. En 1957, il est nommé professeur d'arts plastiques à l'école régionale des beaux-arts de Quimper, et quitte définitivement l'Espagne. 
L'artiste peint des gouaches sur papier et conservera de son séjour en Espagne un goût pour les ocres, les terres brûlées et les tons rouille. 
En 1958, il épouse Marie Le Pennec qui lui donnera sa première fille l'année suivante, Dominique. Il expose beaucoup à partir de cette période. En 1960, la ville de Concarneau offre une de ses gouaches (Slipway) au général de Gaulle, alors en visite officielle. L'année suivante naît une seconde fille, Patricia, qui influencée par son père deviendra elle aussi peintre et photographe. Édith, la troisième de ses filles, naît en 1963 et deviendra actrice de cinéma[réf. nécessaire]. La ville de Paris lui achète une toile primée au Salon d'Asnières. La même année[Laquelle ?], il passe l'été à peindre en pays Bigouden. 
En 1966, la ville d'Asnières lui achète une toile nommée Le Champ d'Avoine. En 1967, c'est la Faculté des sciences de Rennes qui lui fera trois achats. Il abandonne la gouache en 1969 au profit de l'acrylique sur papier Arches. En 1970, le Laboratoire maritime du Collège de France de Concarneau lui achète une toile. La ville de Quimper lui en achète une en 1971 pour l'offrir à Remscheid en RFA. Vient ensuite le tour de la ville de Saint-Nazaire, en 1972, qui acquiert Ajoncs. En 1973, il réalise le flyer du 19e congrès philatélique de Concarneau, Affiche des filets bleus.
Son épouse meurt en 1974. Il expose au musée de la Marine à Paris. En 1976, il épouse Maryvonne Funtunse et reprend les expositions. Il obtient la médaille de bronze au Salon de la Marine de 1977, année où il abandonne l'acrylique pour l'huile sur papier Arches. 
En 1979, il est nommé peintre officiel de la Marine. En 1981, il a de graves problèmes rénaux qui l'obligent à subir trois séances de dialyse hebdomadaires. Il se trouve alors contraint de ralentir ses activités. En 1987 il bénéficie d'une transplantation rénale. En 1988, il prend sa retraite et quitte les Beaux-Arts de Quimper. 
Jean Le Merdy meurt à Concarneau le 21 février 2015.

## Collections publiques
En Allemagne
- Renischeid

En France
- Asnières : Le Champ d'avoine, 1966, peinture
- Brest, musée des beaux-arts : Nature morte à la pastèque, 1957, huile sur toile, 150 x 50,4 cm[5]
- Préfecture de la Seine : La Cave du fermier, 1965, peinture
- État français, non localisé : Marée basse, 1972, peinture
- École des beaux-arts de Paris
- Paris, musée de La Marine
- École des beaux-arts de Rennes
- Faculté des Sciences de Rennes : trois œuvres
- Saint-Brieuc
- Saint-Nazaire : Ajoncs, 1972, peinture

En Italie
- Vatican : Chaumière de Nevez, peinture

## Illustrations
- Jacques Levron, Haute Bretagne, réédition 1960, illustration après Mathurin Méheut de la couverture pour les éditions Arthaud
- Auguste Dupouy, Basse Bretagne de réedition pour Arthaud, 1960, illustration de la couverture après Mathurin Méheut
- Per-Jakez Hélias, Le Pays Bigouden, Éditions de la Cité, 1971, (ASIN B0000DTZ68)
- Per-Jakez Hélias,  La Parchemine, Éditions de la Cité, 1972
- Collectif, La Pêche en Bretagne, par 39 peintres de la Marine, Éditions Le Télégramme

## Récompenses
- 1948 : prix du maire de la ville de Rennes
- 1956 : prix de la Casa de Velásquez
- 1956 : premier second prix de Rome
- 1957 : prix de la ville de Quimper
- 1958 : 2e prix de la Jeune Peinture
- 1958 : sélectionné au prix de la Critique à Paris
- 1958 : prix de la ville d'Asnières pour une nature morte
- 1962 : prix du journal L'Amateur d'art
- 1963 : prix au Salon d'Asnières ; prix de la nature morte au Salon du Mans
- 1964 : médaille d'argent art, sciences et lettres
- 1964 : prix Henri Farman de la nature morte
- 1965 : mention au Salon des artistes français
- 1966 : prix Taylor -; médaille d'argent au Salon des artistes français pour Les Chaises
- 1967 : sélectionné au prix Émile-Bernard ; médaille de bronze des poètes et artistes de France
- 1968 : grand prix international de la peinture de la Société des poètes et des artistes de France pour La Forge marine
- 1972 : récompense au Salon d'Asnières pour La Charrue
- 1977 : médaille de bronze au Salon de la Marine

## Décorations
- 1993 : chevalier des Arts et des Lettres
- 1994 : chevalier du Mérite maritime

## Expositions
- 1956 : galerie Saluden à Quimper, œuvres d'Espagne et de Bretagne
- 1957 : exposition à la Casa de Velázquez, Madrid
- 1957 : 20e Salon des Peintres de Bretagne à Quimper
- 1957-1958 : galerie Bernard à Paris
- 1958 : galerie Saluden à Brest
- 1958 : Salon de la ville d'Asnières (Hauts-de-Seine). Exposition Huit peintres à l'Ouest ; galerie des Beaux-Arts de Rennes. Exposition à Munich, Trois jeunes peintres Français
- 1959 : expositions itinérantes des Trois jeunes peintres Français, Stuttgart, Wiesbaden, Trèves, Mayence, Brême
- 1959 : exposition au Liban à Beyrouth ; exposition au Venezuela ; galerie Saluden à Brest
- 1959 : exposition Sept peintres à l'Ouest à la Maison de Bretagne à Paris
- 1960 : musée des beaux-arts de Rouen, Des Artistes Bretons ; 5e Salon Breton ; galerie Ducan à Paris ; Groupe des peintres de l'Ouest à la galerie municipale de Pont-Aven ; Hommage à la Bretagne, musée municipal de Saint-Brieuc
- 1961 : galerie Saluden à Quimper et à Brest ; Artistes contemporains à Saint-Brieuc ; 3e Salon du Guilvinec ; galerie des Beaux-Arts de Rennes, Six ports, six peintres
- 1962 : galerie Bernard, Bonheur de France –; galerie de Flore à Saint-Brieuc ; Suite à la Française, école des beaux-arts de Tours ; Salon de Villejuif ; Salon Art Libre du musée d'art moderne de la ville de Paris
- 1963 : Salon d'Asnières, la ville de Paris achète la toile Barque sur le Sable primée au Salon d'Asnières ; exposition galerie Bignon à Paris ; exposition à Lorient, Splendeur de Bretagne ; galerie des Beaux-Arts de Rennes, Six peintres de la Mer ; IVe festival de peinture ; galerie municipale de Pont-Aven ; UAP de Villejuif ; Salon Art Libre à Paris
- 1964 : galerie des Beaux-Arts de Rennes ; Amis des arts à Épinal ; 24e Salon des peintres de Bretagne à Quimper ; Salon de la Société nationale des beaux-arts de Paris ; Salon art libre à Paris ; Salon du dessin et de la peinture d'eau ; Salon Robert Antral à Paris ; galerie Saluden à Quimper ; pastoral de Noël, galerie du Rond-Point des Champs-Élysées à Paris
- 1965 : exposition à Villejuif ; Salon de l'Ufolea à Lorient ; Hommage à la Bretagne au Breton Centre de Louches à Carhaix ; galerie Saluden à Brest ; galerie Lauriston à Paris ; Salon d'Asnières ; Art Libre ; Salon de la Société nationale des beaux-arts ; Salon du dessin et de la peinture à l'eau des artistes français
- 1966 : Salon de la Société nationale des beaux-arts ; Art Libre ; Salon d'Asnières ; Salon du Guilvinec, Saint-Guénolé
- 1967 : Salon du dessin et de la peinture à l'eau ; Salon de la Société nationale des beaux-arts ; Artistes français ; Art Libre à Cherbourg ; Asnières ; Épinal ; biennale d'Ancône Italie ; galerie Faubourg Saint-Honoré à Paris ; Salon de Plomelin, Saint-Guénolé
- 1968 : Saluden à Quimper et à Brest ; Saint-Brieuc, Bretagne, terre de granit ; Guilvinec ; Plomelin ; Landivisiau ; Société des poètes et artistes de France ; Salon du dessin et de la peinture à l'eau ; Artistes français ; Asnières ; Art Libre ; Salon de la Société nationale des beaux-arts
- 1969 : Salon de la Société nationale des beaux-arts ; Art Libre ; Art et Vérité à Lyon   Guilvinec
- 1970 : exposition à Senne Biefefeld (RFA), ville jumelée avec Concarneau ; Saluden à Brest ; galerie Henquez à Paris
- 1971 : Salon des indépendants à Paris ; Kiel (RFA) ; 1er Salon de Lesconil ; Groupe artistique de Saint-Nazaire
- 1972 : Salon des artistes français ; Salon Comparaisons ; Salon des indépendants ; Salon de Lesconil ; 48e Exposition des peintres du groupe artistique de Saint-Nazaire, Peintres contemporains
- 1974 : Salon de la Marine au musée de la Marine à Paris
- 1975 : expose à l'Institut franco-américain de Rennes ; La Bretagne vue par ses peintres  à Berlin, Allemagne ; Salon de Landunvez (Nord Finistère)
- 1976 : Salon de Saint-Nazaire ; Landunvez ; manoir du Moustoir Saint-Evarzec ; Salon de la Marine à Paris
- 1977 : Salon de la Marine ; Salon de la Société nationale des beaux-arts ; galerie Fouillen à Quimper
- 1978 : exposition à Concarneau, galerie Gloux ; Salon du dessin et de la peinture à l'eau ; Salon des artistes français ; Salon de la Marine
- 1979 : Salon de la Marine
- 1980 : galerie Hermance à Genève, (Suisse) ; Vanhove à Quimper ; Salon de la Marine
- 1981 : exposition à Carantec avec des peintres de la Marine
- 1982 : galerie Vanhove à Quimper
- 1983 : galerie Gloux ; manoir du Moustoir avec des peintres de la Marine
- 1984 : Vanhove à Quimper
- 1985 : galerie Vanhove à Quimper ; exposition à Dinan (Côtes-d'Armor)
- 1986 : exposition au musée de la Marine à Brest
- 1987 : galerie des Orfèvres à Paris ; exposition avec des peintres de la Marine au château Jagu (Côtes-d'Armor) ; Vanhove ; hôtel de ville de Lorient ; exposition à Paris avec les anciens de la Casa de Velázquez
- 1989 : Salon de la Société nationale des beaux-arts ; Halle au blé de Saint-Malo
- 1991 : réalise l'affiche du Salon du Livre maritime de Concarneau
- 1992 : Brest par les peintres de la mer au Quartz de Brest ; Autour de Per-jakez Hélias à la maison de la Baie d'Audierne ; galerie des Orfèvres à Paris ; galerie Linkin à Perros-Guirec
- 1993 : exposition avec les peintres de la Marine à Brest au musée de la Marine ; galerie Linkin
- 1994 : exposition Trois peintres de la Marine en Bretagne à la Halle au blé de Saint-Malo ; Une île nommée Sein à la Maison de la Baie d'Audierne ; galerie Jean de Chatillon à Saint-Malo
- 1995 : galerie Gloux
- 1996 : rétrospective au musée national de la Marine à Paris organisée par le contre-amiral François Bellec
- 2006 : exposition à la Maison des Traouïero à Perros-Guirec de juin à septembre
- 2008 : Maison des Traqueïro à Ploumanac'h ; Perros-Guirec
- 2011 : salle d'exposition des Halles, Douarnenez, exposition d'été

## Élèves
- Pierre Delignière
- Jacques Queffélec (1951), élève de 1969 à 1974 école des beaux-arts de Quimper